# Schmollensee
Der Schmollensee ist ein auf der Insel Usedom liegender Binnensee im Landkreis Vorpommern-Greifswald, Mecklenburg-Vorpommern. Er liegt im Osten der Gemeinde Pudagla. Das östliche Ufer gehört zur Gemeinde Heringsdorf, das südliche zu Benz. Der See hat eine ungefähre Länge von rund 3,7 Kilometern, eine Breite von 2,0 km und eine durchschnittliche Tiefe von 2,7 Metern. Mit einer Fläche von fünf Quadratkilometern ist der Schmollensee der zweitgrößte See auf Usedom nach dem Gothensee und einer der größeren Seen in Vorpommern. Der See hat ein größeres und tieferes Nordbecken und ein kleineres flacheres Südbecken. Über die Groote Beek besteht eine Verbindung mit dem Achterwasser.
An das Ostufer des Sees grenzt Laubmischwald, das Nordufer geht in eine Moorlandschaft über. Das Ufer ist größtenteils mit Schilfrohr bewachsen. Der See liegt im Naturpark Insel Usedom. Durch die geringe Tiefe des Sees ist er schwach eutroph. Das Seeufer bietet vielen Seevögeln ein ideales Brut- und Rastgebiet. Durch seine reizvolle landschaftliche Umgebung ist er Anziehungspunkt für den Tourismus.
Der See ist wie die meisten pommerschen Seen in der Weichseleiszeit entstanden. Die am östlichen und südlichen Ufer anschließenden Regionen sind Stauchendmoränen, zwischen denen das Schmelzwasser beim Rückzug des Inlandeises die beiden Becken des Sees entstehen ließ. Sedimentuntersuchungen ergaben, dass der Schmollensee bis ins Jungholozän eine mit Brackwasser gefüllte Lagune war. Erst um 1000 bildeten sich mit der Veränderung des Küstenverlaufs andauernde Süßwasserverhältnisse heraus. Durch die Nähe zur Ostsee kam es immer wieder bei Sturmhochwasser zum Eintrag von Salzwasser in den See.
Nach dem Schmollensee ist ein Bahnhof der dicht vorbei verlaufenden Bahnstrecke Ducherow–Heringsdorf–Wolgaster Fähre benannt.